# Правоохранительная служба
Правоохранительная служба — вид федеральной государственной службы в Российской Федерации, который ранее предусматривался в государственных органах, службах и учреждениях, осуществляющих функции по обеспечению безопасности, законности и правопорядка, по борьбе с преступностью, по защите прав и свобод человека и гражданина. В настоящее время вместо термина «правоохранительная служба» в законодательстве используется выражение «федеральная служба иных видов» (отличающихся от гражданской и военной). В то же время данный термин продолжает использоваться в юридической доктрине для обозначения службы на должностях сотрудников в правоохранительных органах.
Гражданам, занимавшим должности правоохранительной службы, присваивались специальные звания и классные чины.

## Государственные органы, где предусматривалась правоохранительная служба
Правоохранительная служба предусматривалась в следующих государственных органах (в некоторых одновременно с военной и государственной гражданской службами):
- МВД России;
- Росгвардия;
- Минюст России;
- МЧС России;
- ГФС России (сотрудники, имеющие специальные звания, состоят в кадрах МВД);
- ФСИН России;
- ФТС России (оперативные сотрудники, дознаватели, а также руководящий состав таможен);
- Следственный комитет Российской Федерации;
- Прокуратура Российской Федерации;
- Органы принудительного исполнения
- другие органы, к которым может быть прикомандирован государственный служащий правоохранительной службы.

## Условия прохождения службы
Условия прохождения правоохранительной службы регулировались федеральными законами и иными нормативными актами, касающимися конкретных ведомств (например, закон «О полиции», закон «О прокуратуре» и т.д.). Какого-либо общего закона или иного нормативного акта о правоохранительной службе не существовало.
Можно выделить ряд общих условий прохождения правоохранительной службы:
- Возраст поступающего на правоохранительную службу должен быть не менее 18 лет;
- Поступающий на правоохранительную службу должен быть способен по своим личным качествам и состоянию здоровья исполнять возложенные на него обязанности;
- Поступающий на правоохранительную службу должен не иметь судимости;
- Государственный служащий правоохранительной службы не должен находиться в близком родстве или свойстве с другим государственным служащим связано с подчиненностью или подконтрольностью одного из них другому;
- Государственный служащий правоохранительной службы должен иметь гражданство России.

## Сходство с другими видами госслужбы
Правоохранительная служба занимает промежуточное положение между военной службой и гражданской. Это обусловлено тем, что правоохранительная служба схожа как с военной (своими задачами и строгой дисциплиной), так и с гражданской службой (на служащих правоохранительной службы распространяется также законодательство о труде и иные нормативные акты). При этом законодательно статус правоохранительной службы каким-либо образом не закреплен, помимо общего определения.